# Fritillaria ojaiensis
Fritillaria ojaiensis là một loài thực vật có hoa trong họ Liliaceae. Loài này được Davidson miêu tả khoa học đầu tiên năm 1922.